# Meinhard Hilf
Meinhard Hilf (* 11. Dezember 1938 in Eberswalde) ist Rechtswissenschaftler und lehrte von 1982 bis 2007 an den Universitäten Bielefeld, Hamburg und an der Bucerius Law School. Er forscht schwerpunktmäßig und hatte maßgeblichen Einfluss auf die Entwicklung des deutschen Staatsrechts, des Europarechts und des Rechts der Welthandelsorganisation.

## Leben
Meinhard Hilf studierte Rechtswissenschaft in Genf, München und Hamburg und legte 1965 das erste und 1968 das zweite juristische Staatsexamen ab. Von 1965 bis 1972 war er wissenschaftlicher Mitarbeiter am Max-Planck-Institut für ausländisches öffentliches Recht und Völkerrecht in Heidelberg. 1972 wurde Hilf an der Universität Heidelberg mit einer Arbeit über das Thema „Die Auslegung mehrsprachiger Verträge. Eine Untersuchung zum Völkerrecht und zum Staatsrecht der Bundesrepublik Deutschland“ promoviert.
1973 war er wissenschaftlicher Mitarbeiter am Bundesverfassungsgericht, 1974–1976 und wieder 1980–1982 Mitglied des juristischen Dienstes der EG-Kommission in Brüssel. 1977–1980 war Hilf Assistent am Max-Planck-Institut in Heidelberg. Die Habilitation folgte 1981 an der Universität Heidelberg mit einer Arbeit über „Die Organisationsstruktur der Europäischen Gemeinschaften“. 
1982 wurde er zum Professor für Öffentliches Recht, Europa- und Völkerrecht an die Universität Bielefeld berufen. Hilf vertrat 1993 die Bundesregierung im Maastricht-Prozess vor dem Bundesverfassungsgericht. 2000 war er Sonderberater des Rates der Europäischen Union bei der Erarbeitung der EU-Grundrechtecharta. Von 1991 bis 2004 hielt Hilf eine Professur an der Universität Hamburg und war Direktor der Abteilung für das Recht der Europäischen Gemeinschaften. 2004 wurde er an die Bucerius Law School berufen. Dort wurde er 2007 emeritiert.
Meinhard Hilf hat eine Vielzahl an Aufsätzen und Monografien zum deutschen Staatsrecht, zum Europa- und zum Völkerrecht verfasst. Er ist Herausgeber eines der wichtigsten Kommentare zum Europarecht, der von Eberhard Grabitz begründet wurde. 2005 gab er zusammen mit Stefan Oeter ein Kompendium zum WTO-Recht heraus, welches Anfang 2010 in zweiter Auflage erscheint.